# Măgherani, Mureș
Măgherani (în maghiară Nyárádmagyarós) este satul de reședință al comunei cu același nume din județul Mureș, Transilvania, România.

## Localizare
Localitate situată în zona dintre râurile Niraj și Târnava Mică, pe drumul județean Miercurea Nirajului - Sărățeni - Sovata.

## Date geologice
În subsolul localității se găsește un masiv de sare.

## Istoric
Satul Măgherani este atestat documentar în anul 1567.
Pe Harta Iosefină a Transilvaniei din 1769-1773 (Sectio 144), localitatea a apărut sub numele de „Magyaros”.

## Imagini

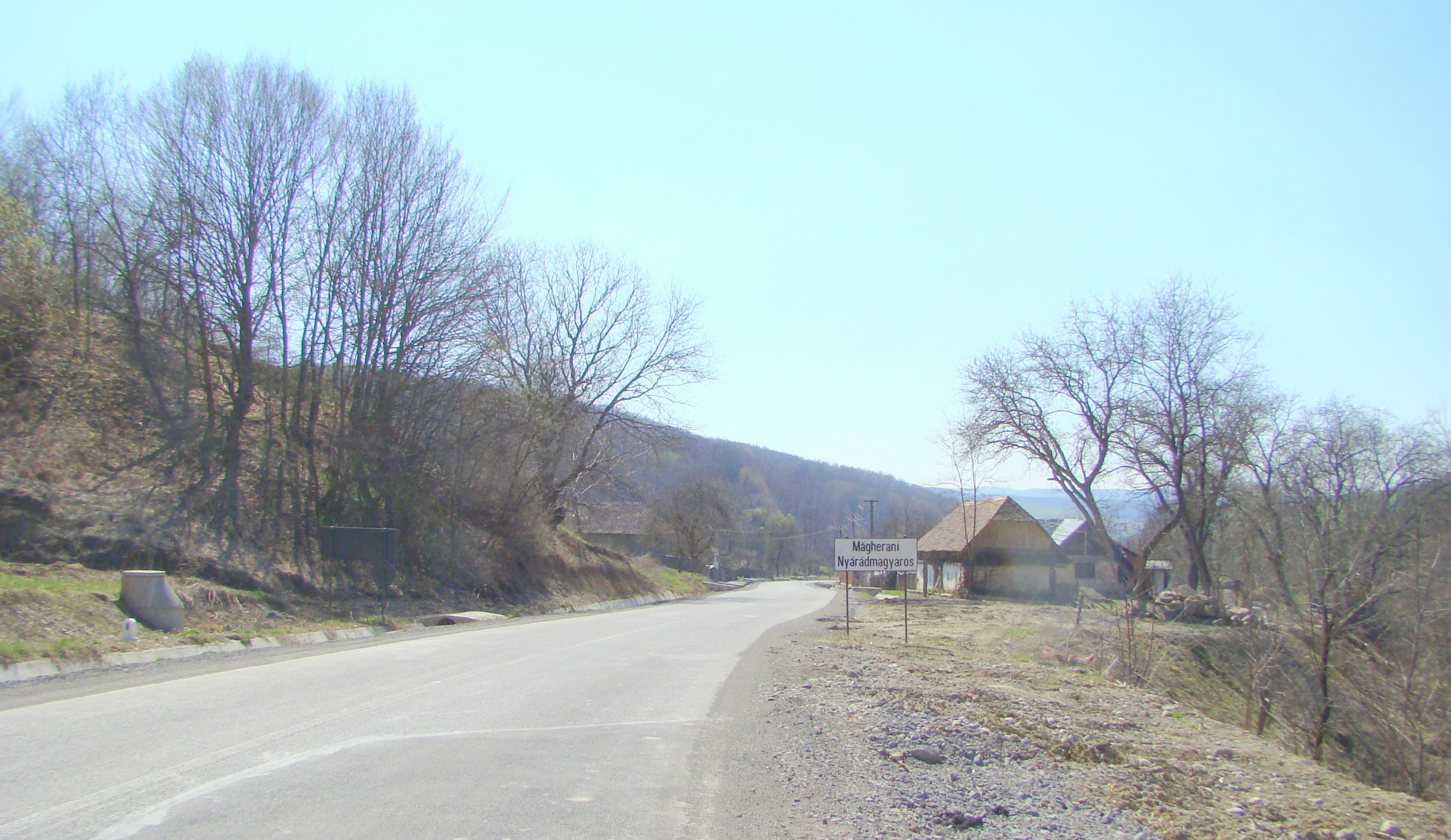
Intrarea în localitate
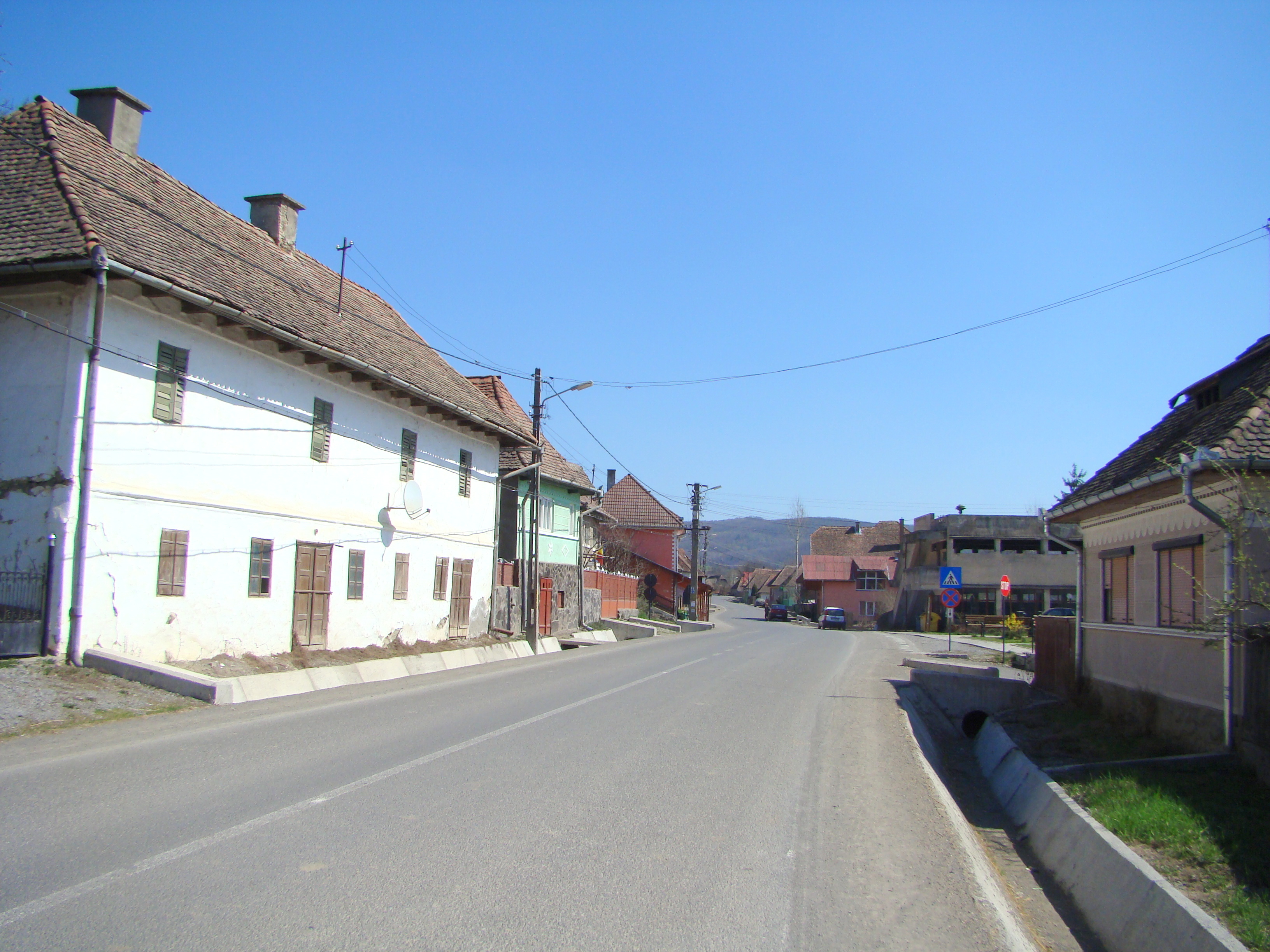
Ansamblu rural „Str. Principală” (monument istoric)
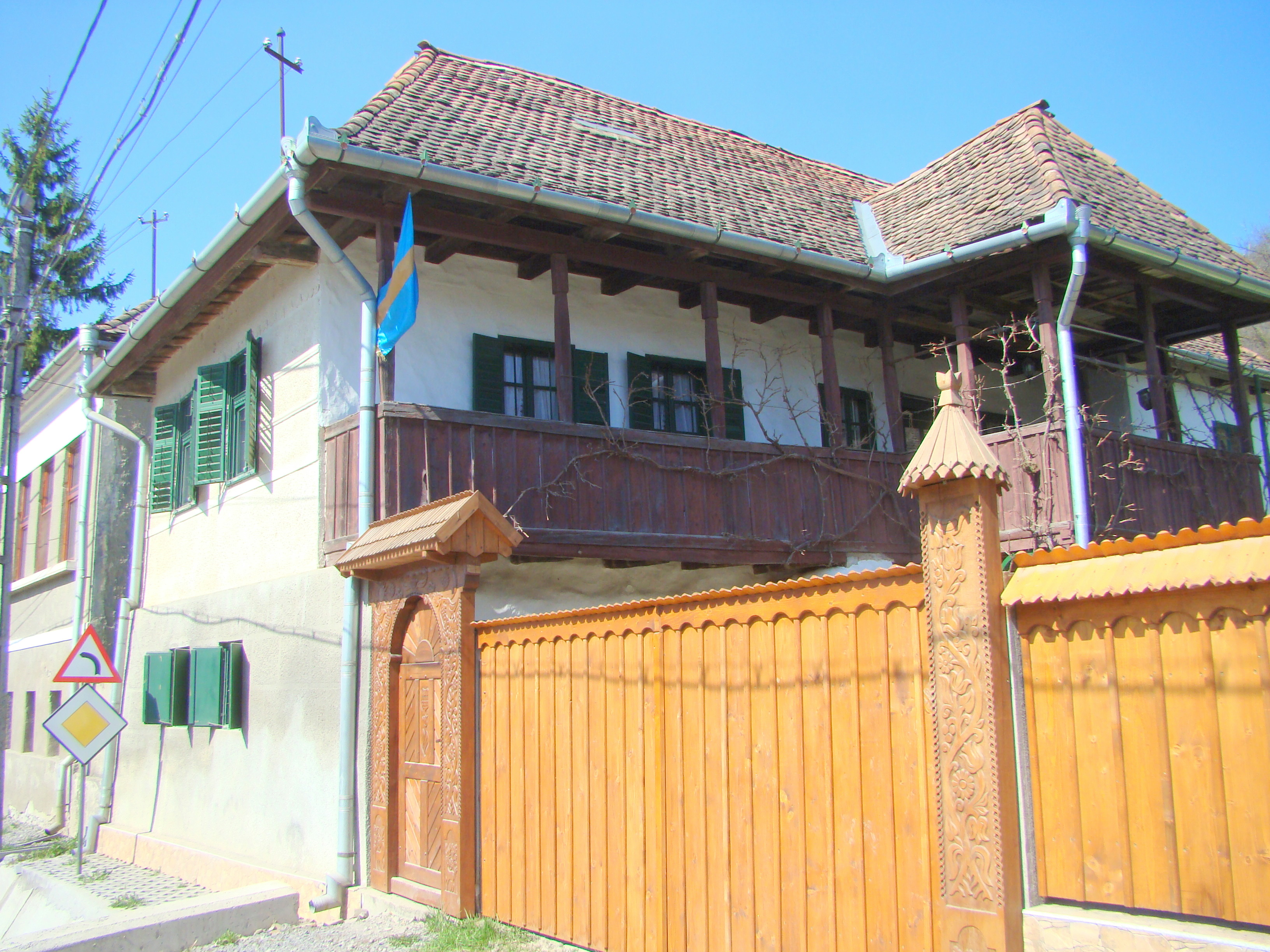
Casă ce face parte din ansamblu rural „Str. Principală” (monument istoric)
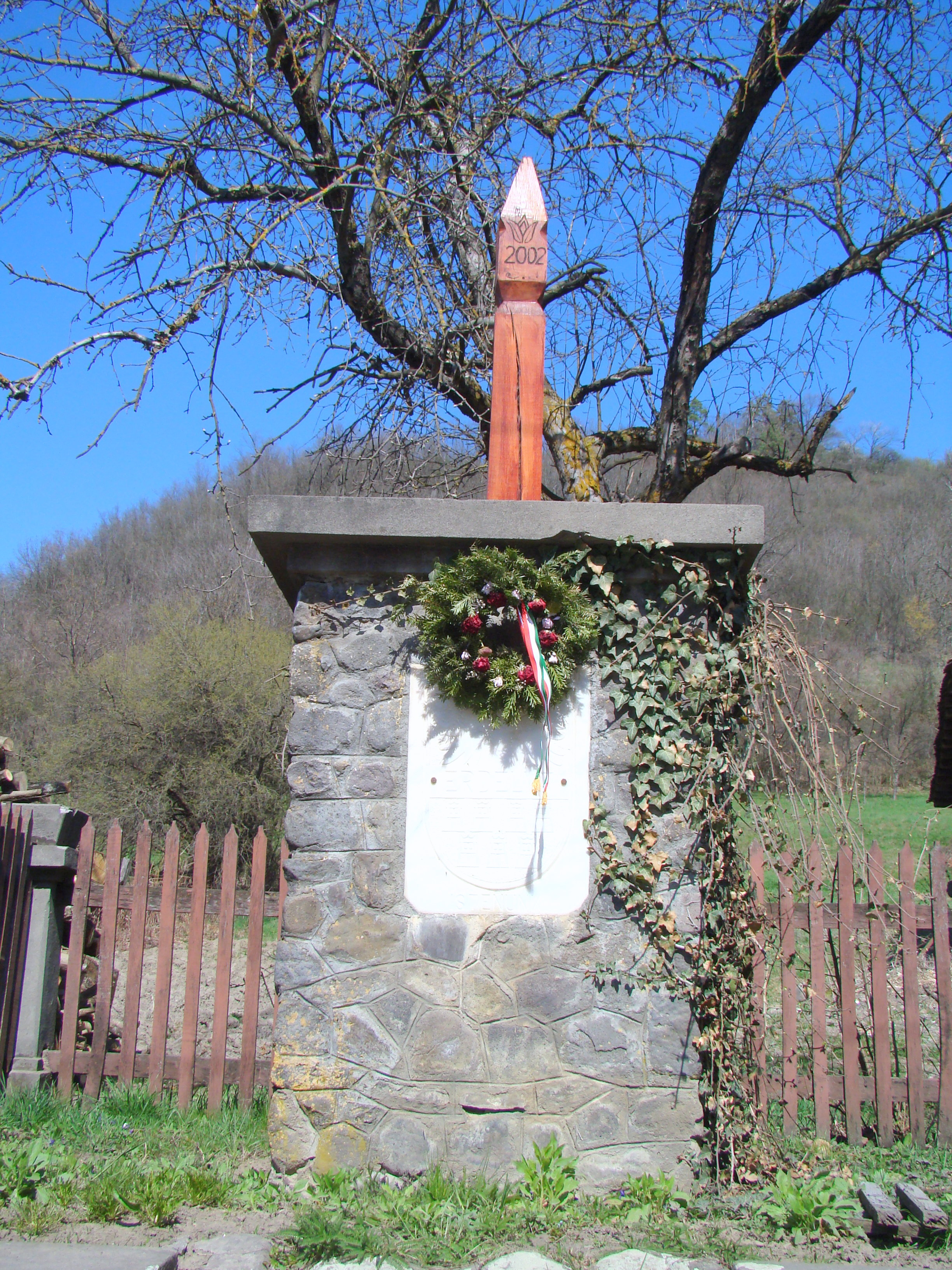
Monument
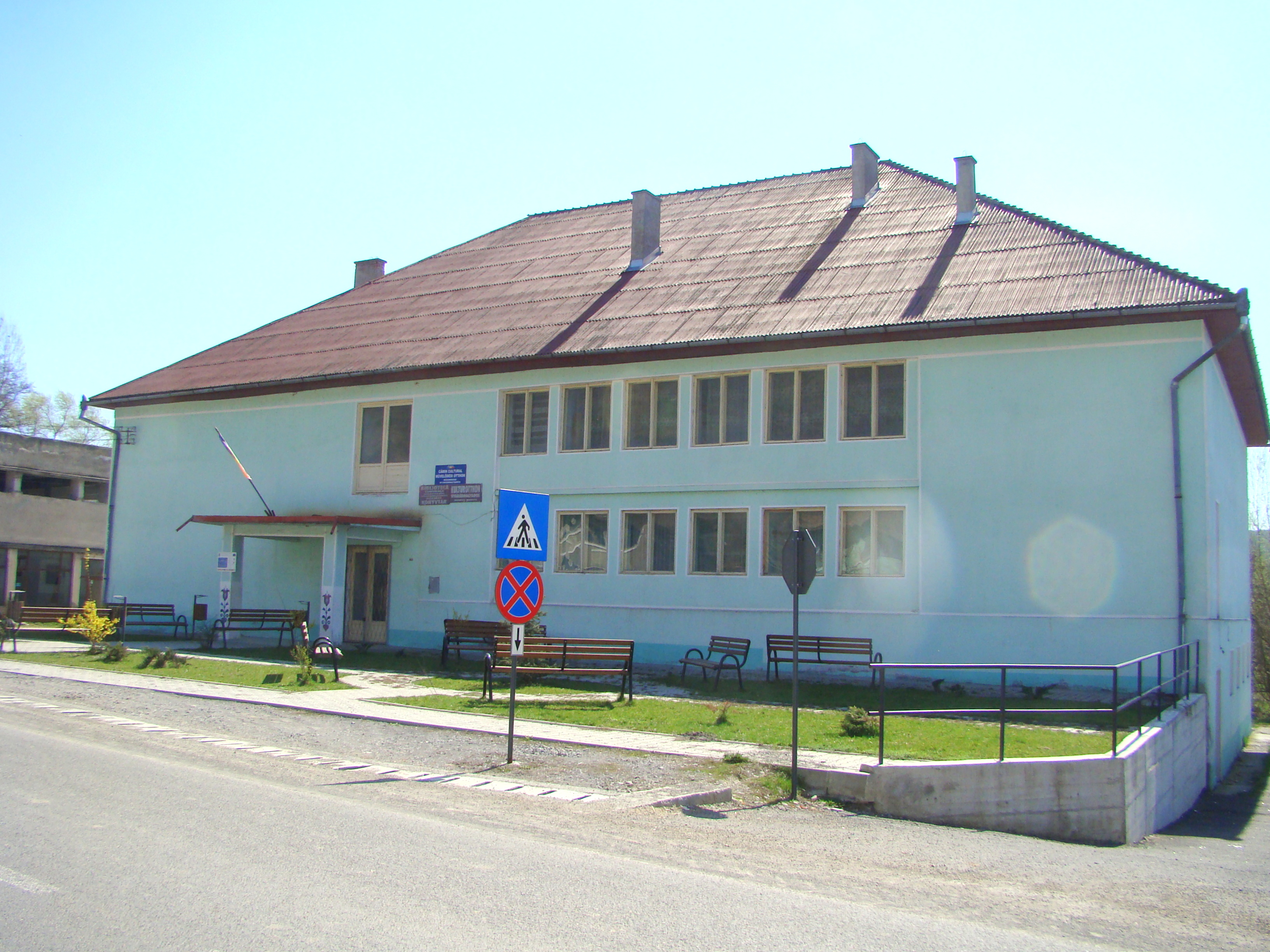
Căminul cultural
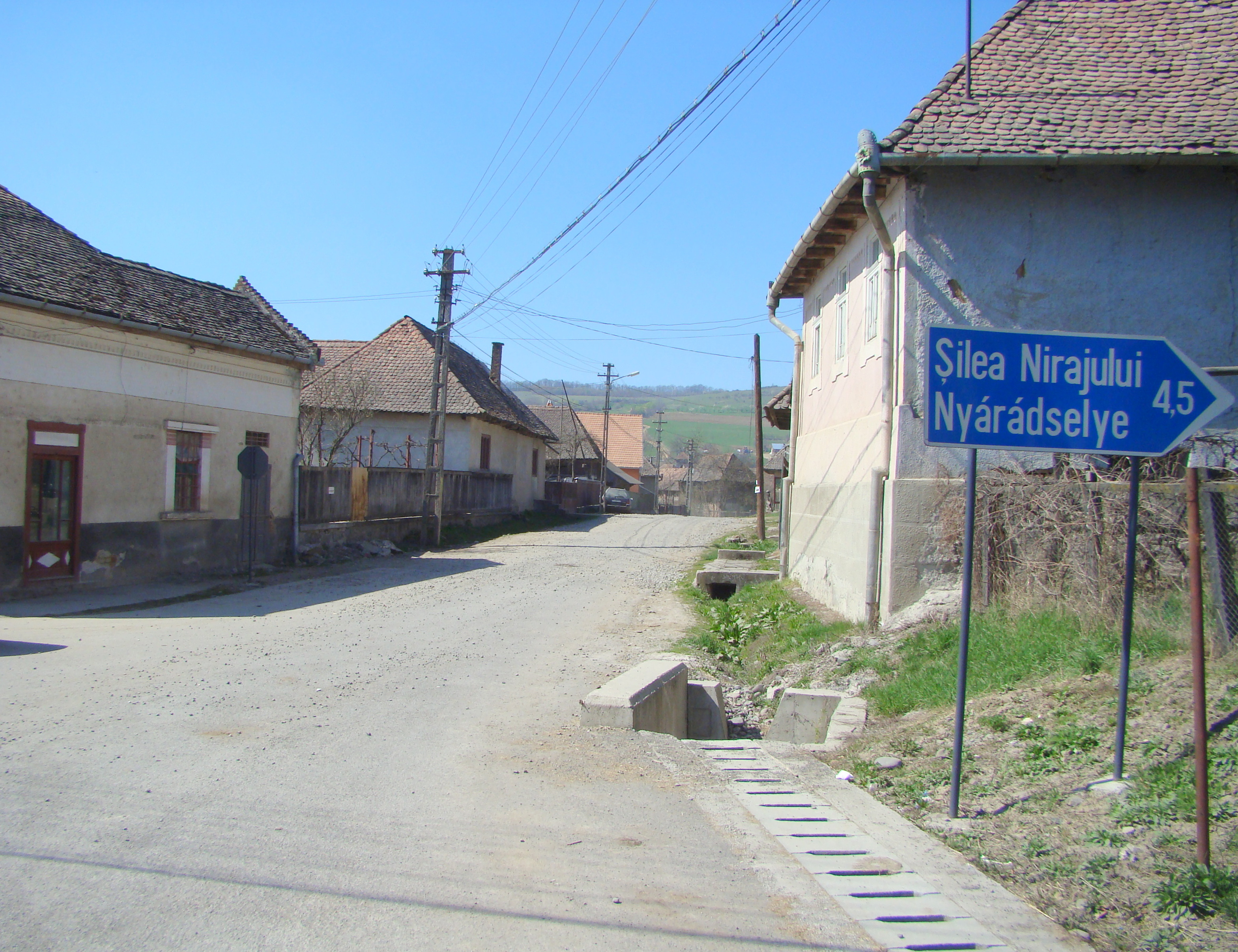
Drumul spre satul Șilea Nirajului și vârful Becheci
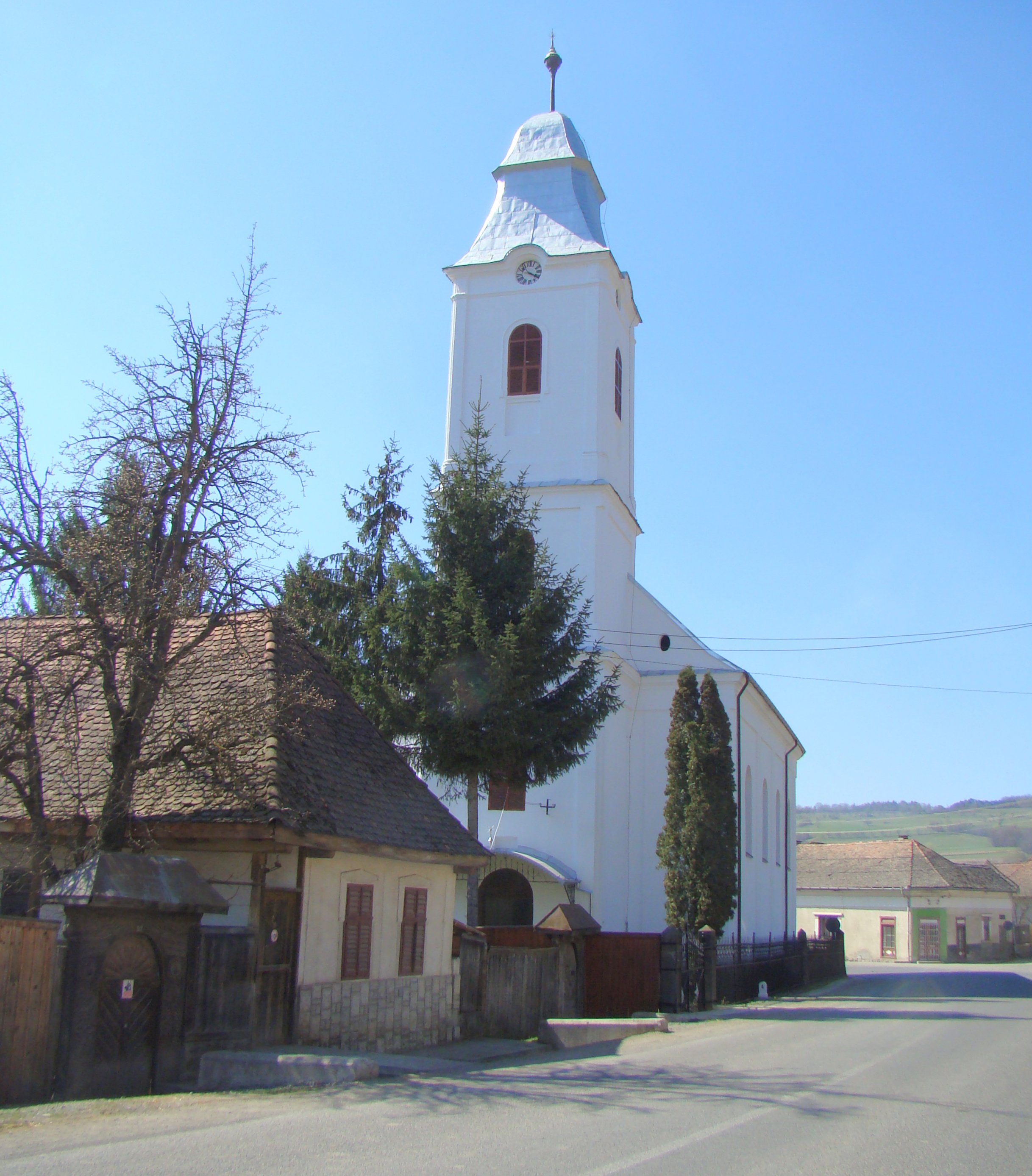
Biserica reformată din Măgherani (1846)